# Пиньян, Кеннет
Ке́ннет Пи́ньян (англ. Kenneth Pinyan; 22 июня 1960, США — 2 июля 2005, Инамкло, Вашингтон) — инженер авиастроительной компании «Боинг» из городка Гиг-Харбор, штат Вашингтон, погибший от последствий полового акта с жеребцом на ферме возле американского города Инамкло.

## Смерть
Пиньян неоднократно посещал ферму и на форумах зоофилов считался экспертом по пассивному анальному сексу с жеребцами. Подобные склонности развились у него после того, как он попал в аварию на мотоцикле, в результате которой в значительной степени потерял чувствительность из-за повреждения нервной системы, и начал увлекаться все более экстремальными сексуальными практиками. При этом известно, что до этого он был женат, и у него был ребенок. Некоторые визиты, в том числе и последний, записывались на видео его друзьями и выкладывались в Интернете; особенно широко разошёлся файл Mrhands.mpg. 2 июля 2005 года Пиньян, его знакомый видеооператор-любитель Джеймс Тэйт и неизвестный мужчина проникли в конюшню соседей Тэйта, где Пиньян совершил свой последний половой акт с арабским жеребцом по имени Булзай (Bullseye). Вскоре после этого он почувствовал недомогание, но ещё несколько часов не решался ехать в госпиталь, опасаясь потерять свой доступ к секретной государственной информации и работу в компании «Боинг» в случае огласки инцидента. Его знакомые отвезли и выгрузили его в госпитале Инумкло, после чего скрылись, но были найдены по номеру автомобиля, заснятому охранной камерой госпиталя. Пиньян умер по пути в реанимационную от перитонита в результате разрыва толстой кишки.

## Последствия
Расследование инцидента показало, что ферма была излюбленным местом свиданий интернет-зоофилов со своими питомцами. Так как жеребец в результате происшествия не пострадал, обвинения в жестокости никому не предъявляли, хотя одно время следователи намеревались обвинить завсегдатаев фермы в издевательстве над «более слабыми и мелкими животными», обитавшими на ферме. Обвинение было предъявлено лишь Джеймсу Тэйту за незаконное проникновение на участок соседей. После этого случая в штате Вашингтон были запрещены половые акты с животными и распространение соответствующих видеозаписей, что стало караться лишением свободы до 5 лет в тюрьме.

## Пиньян в популярной культуре
Вдохновлённый зоофилией Пиньяна, режиссёр Робинсон Девор из Сиэтла снял документальный фильм «Зоопарк» («Zoo»), который был представлен в январе 2007 года на престижном фестивале независимого кино «Сандэнс».